# 1966 en astronautique
Chronologie de l'astronautique
- 1962
- 1963
- 1964
- 1965
- 1966
- 1967
- 1968
- 1969
- 1970

Cette page présente une chronologie des événements qui se sont produits pendant l'année 1966 dans le domaine de l'astronautique.

## Activité spatiale détaillée

### Chronologie

#### Janvier
| Date            | Lanceur             | Base de lancement | Type                  | Charge utile   | Notes                                    |
| 7 janvier 1966  | Thor Burner 1       | Vandenberg        | Orbite héliosynchrone | DMSP 14        | Satellite météorologique militaire Échec |
| 7 janvier 1966  | Vostok 8A92         | Baïkonour         | Orbite basse          | Zenit-2 No. 36 | Satellite de reconnaissance              |
| 19 janvier 1966 | Atlas SLV-3 Agena D | Vandenberg        | Orbite héliosynchrone | KH-7           | Satellite de reconnaissance optique      |
| 22 janvier 1966 | Vostok 8A92         | Baïkonour         | Orbite basse          | Zenit-2 No. 38 | Satellite de reconnaissance              |
| 25 janvier 1966 | Cosmos-2            | Kapoustine Iar    | Orbite basse          | DS-P1-I No. 1  | Calibration radar                        |
| 28 janvier 1966 | Scout A             | Vandenberg        | Orbite basse          | Transit-O      | Satellite de navigation                  |
| 31 janvier 1966 | Molnia M            | Baïkonour         | Orbite lunaire        | Luna 9         | Orbiteur lunaire du programme Luna       |

#### Février
| Date            | Lanceur             | Base de lancement | Type                  | Charge utile    | Notes                                                       |
| 2 février 1966  | Thor SLV-2A Agena D | Vandenberg        | Orbite basse          | Corona KH-4A-27 | Satellite de renseignement optique                          |
| 3 février 1966  | Delta C             | Cape Canaveral    | Orbite héliosynchrone | ESSA-1          | Satellite météorologique                                    |
| 5 février 1966  | Tsiklon             | Baïkonour         | Orbite basse          | OGCh            | Test bombe atomique orbitale                                |
| 9 février 1966  | Thor SLV-2A Agena D | Vandenberg        | Orbite basse          | Heavy Ferret C  | Satellite d'écoute électronique                             |
| 10 février 1966 | Scout X-4A          | Wallops Island    |                       |                 |                                                             |
| 10 février 1966 | Vostok 8A92         | Baïkonour         | Orbite basse          | Zenit-2 No. 34  | Satellite de reconnaissance                                 |
| 11 février 1966 | Cosmos              | Kapoustine Iar    | Orbite basse          | DS-U1-G No. 1   | Étude de l'atmosphère                                       |
| 15 février 1966 | Atlas SLV-3 Agena D | Vandenberg        | Orbite héliosynchrone | KH-7            | Satellite de reconnaissance optique                         |
| 17 février 1966 | Diamant A           | Hammaguir         | Orbite basse          | Diapason        | Satellite de géodésie                                       |
| 19 février 1966 | Voskhod 11A57       | Baïkonour         | Orbite basse          | Zenit-4 No. 14  | Satellite de reconnaissance                                 |
| 21 février 1966 | Cosmos              | Kapoustine Iar    | Orbite basse          | DS-K-40         | Satellite expérimental pour préparer la série Tselina Échec |
| 22 février 1966 | Voskhod 11A57       | Baïkonour         | Orbite basse          | Cosmos 110      | Vol du vaisseau Voskhod avec uniquement deux chiens à bord  |
| 26 février 1966 | Saturn I B          | Cape Canaveral    | Vol suborbital        | AS-201          | Test de la fusée Saturn IB et du vaisseau Apollo            |
| 28 février 1966 | Delta E             | Cape Canaveral    | Orbite héliosynchrone | ESSA-2          | Satellite météorologique                                    |

#### Mars
| Date          | Lanceur             | Base de lancement | Type                  | Charge utile         | Notes                                                              |
| 1er mars 1966 | Molnia M            | Baïkonour         | Orbite lunaire        | Cosmos 111           | Orbiteur lunaire du programme Luna Échec                           |
| 9 mars 1966   | Thor SLV-2A Agena D | Vandenberg        | Orbite basse          | Corona KH-4A-29      | Satellite de renseignement optique                                 |
| 16 mars 1966  | Atlas SLV-3 Agena D | Cape Canaveral    | Orbite basse          | Véhicule cible Agena | Véhicule cible utilisé pour la manœuvre de rendez-vous de Gemini 8 |
| 16 mars 1966  | Titan II GLV        | Cape Canaveral    | Orbite basse          | Gemini VIII          | Programme spatial habité                                           |
| 17 mars 1966  | Vostok 8A92         | Baïkonour         | Orbite basse          | Zenit-2 No. 37       | Satellite de reconnaissance                                        |
| 18 mars 1966  | Atlas SLV-3 Agena D | Vandenberg        | Orbite héliosynchrone | KH-7                 | Satellite de reconnaissance optique                                |
| 21 mars 1966  | Voskhod 11A57       | Baïkonour         | Orbite basse          | Zenit-4 No. 17       | Satellite de reconnaissance                                        |
| 24 mars 1966  | Proton (fusée)      | Baïkonour         | Orbite basse          | Proton-3             | Étude des particules énergétiques Échec                            |
| 26 mars 1966  | Scout A             | Vandenberg        | Orbite basse          | Transit-O            | Satellite de navigation                                            |
| 27 mars 1966  | Molnia              | Baïkonour         | Orbite de Molnia      | Molniya-1 No 5       | Satellite de télécommunications Échec                              |
| 30 mars 1966  | Atlas D             | Vandenberg        | Orbite basse          | OV1-4 et 5           | Satellites scientifiques                                           |
| 31 mars 1966  | Thor Burner 1       | Vandenberg        | Orbite héliosynchrone | DMSP 15              | Satellite météorologique militaire                                 |
| 31 mars 1966  | Molnia M            | Baïkonour         | Orbite lunaire        | Luna 10              | Orbiteur lunaire du programme Luna                                 |

#### Avril
| Date          | Lanceur             | Base de lancement | Type                  | Charge utile                        | Notes                                                            |
| 6 avril 1966  | Voskhod 11A57       | Baïkonour         | Orbite basse          | Zenit-4 No. 19                      | Satellite de reconnaissance                                      |
| 7 avril 1966  | Thor SLV-2A Agena D | Vandenberg        | Orbite basse          | Corona KH-4A-30                     | Satellite de renseignement optique                               |
| 8 avril 1966  | Atlas Centaur D     | Cape Canaveral    | Orbite basse          | Simulateur dynamique sonde Surveyor | Test comportement au lancement d'un modèle de satellite Surveyor |
| 8 avril 1966  | Atlas SLV-3 Agena D | Cape Canaveral    | Orbite basse          | OAO-1                               | Télescope ultraviolet                                            |
| 19 avril 1966 | Atlas SLV-3 Agena D | Vandenberg        | Orbite héliosynchrone | KH-7                                | Satellite de reconnaissance optique                              |
| 20 avril 1966 | Vostok 8A92         | Baïkonour         | Orbite basse          | Zenit-2 No. 35                      | Satellite de reconnaissance                                      |
| 22 avril 1966 | Scout B             | Vandenberg        | Orbite basse          | OV3-1                               | Satellite expérimental                                           |
| 25 avril 1966 | Molnia              | Baïkonour         | Orbite de Molnia      | Molniya-1                           | Satellite de télécommunications                                  |
| 26 avril 1966 | Cosmos-2            | Kapoustine Iar    | Orbite basse          | DS-P1-Yu No. 6                      | Calibration radar                                                |

#### Mai
| Date        | Lanceur             | Base de lancement | Type                  | Charge utile        | Notes                                    |
| 3 mai 1966  | Thor SLV-2A Agena D | Vandenberg        | Orbite basse          | Corona KH-4A-28     | Satellite de renseignement optique Échec |
| 6 mai 1966  | Vostok 8A92         | Baïkonour         | Orbite basse          | Zenit-2 No. 39      | Satellite de reconnaissance              |
| 11 mai 1966 | Vostok 8A92M        | Baïkonour         | Orbite héliosynchrone | Meteor 11F614 No. 4 | Satellite météorologique                 |
| 14 mai 1966 | Atlas SLV-3 Agena D | Vandenberg        | Orbite héliosynchrone | KH-7                | Satellite de reconnaissance optique      |
| 14 mai 1966 | Atlas SLV-3 Agena D | Vandenberg        | Orbite basse          | P-11 2e génération  | Satellite d'écoute électronique          |
| 15 mai 1966 | Thor SLV-2A Agena B | Vandenberg        | Orbite héliosynchrone | Nimbus 2            | Satellite météorologique                 |
| 17 mai 1966 | Voskhod 11A57       | Baïkonour         | Orbite basse          | Zenit-4 No. 18      | Satellite de reconnaissance Échec        |
| 17 mai 1966 | Atlas SLV-3 Agena D | Cape Canaveral    |                       |                     | Échec                                    |
| 19 mai 1966 | Scout A             | Vandenberg        | Orbite basse          | Transit-O           | Satellite de navigation                  |
| 20 mai 1966 | Tsiklon             | Baïkonour         | Orbite basse          | OGCh                | Test bombe atomique orbitale             |
| 24 mai 1966 | Thor SLV-2A Agena D | Vandenberg        | Orbite basse          | Corona KH-4A-33     | Satellite de renseignement optique       |
| 24 mai 1966 | Cosmos-2            | Kapoustine Iar    | Orbite basse          | DS-U2-I No. 1       | Astronomie, magnétosphère                |
| 25 mai 1966 | Delta C1            | Cape Canaveral    | Orbite basse          | AE B                | Satellite d'aéronomie                    |
| 30 mai 1966 | Atlas Centaur D     | Cape Canaveral    | Orbite héliocentrique | Surveyor 1          | Atterrisseur lunaire                     |

#### Juin
| Date          | Lanceur             | Base de lancement | Type                  | Charge utile         | Notes                                                              |
| 1er juin 1966 | Atlas SLV-3         | Cape Canaveral    | Orbite basse          | Véhicule cible Agena | Véhicule cible utilisé pour la manœuvre de rendez-vous de Gemini 9 |
| 3 juin 1966   | Titan II GLV        | Cape Canaveral    | Orbite basse          | Gemini IX-A          | Programme spatial habité                                           |
| 3 juin 1966   | Atlas SLV-3 Agena D | Vandenberg        | Orbite héliosynchrone | KH-7                 | Satellite de reconnaissance optique                                |
| 7 juin 1966   | Atlas SLV-3 Agena B | Cape Canaveral    | Orbite haute          | OGO 3                | Étude de la magnétosphère terrestre                                |
| 8 juin 1966   | Voskhod 11A57       | Baïkonour         | Orbite basse          | Zenit-2 No. 41       | Satellite de reconnaissance                                        |
| 9 juin 1966   | Atlas SLV-3 Agena D | Vandenberg        | Orbite polaire        | MIDAS-RTS            | Satellite d'alerte avancée                                         |
| 10 juin 1966  | Scout B             | Wallops Island    | Orbite basse          | OV3-4                | Satellite expérimental                                             |
| 16 juin 1966  | Titan IIIC          | Cape Canaveral    | Orbite géosynchrone   | IDCSP x 7            | Satellites de télécommunications militaires                        |
| 17 juin 1966  | Voskhod 11A57       | Baïkonour         | Orbite basse          | Zenit-4 No. 20       | Satellite de reconnaissance                                        |
| 21 juin 1966  | Thor SLV-2A Agena D | Vandenberg        | Orbite basse          | Corona KH-4A-31      | Satellite de renseignement optique                                 |
| 24 juin 1966  | Thor SLV-2A Agena D | Vandenberg        | Orbite polaire        | PAGEOS               | Satellite de géodésie                                              |
| 25 juin 1966  | Vostok 8A92M        | Baïkonour         | Orbite héliosynchrone | Meteor 11F614 No. 5  | Satellite météorologique                                           |

#### Juillet
| Date             | Lanceur             | Base de lancement | Type                  | Charge utile         | Notes                                                               |
| 1er juillet 1966 | Delta E1            | Cape Canaveral    | Orbite haute          | AIMP D               | Étude de la magnétosphère                                           |
| 5 juillet 1966   | Saturn I            | Cape Canaveral    | Orbite basse          | Étage Saturn IVB     | Test du troisième étage et de la case à équipements de Saturn V     |
| 6 juillet 1966   | Proton (fusée)      | Baïkonour         | Orbite basse          | Proton-3             | Étude des particules énergétiques                                   |
| 8 juillet 1966   | Cosmos              | Kapoustine Iar    | Orbite basse          | DS-P1-Yu No. 5       | Calibration radar                                                   |
| 12 juillet 1966  | Atlas SLV-3 Agena D | Vandenberg        | Orbite héliosynchrone | KH-7                 | Satellite de reconnaissance optique                                 |
| 14 juillet 1966  | Atlas D             | Vandenberg        | Orbite basse          | PasComSat            | Satellite de télécommunications passif expérimental                 |
| 0                |                     | 0                 | Orbite basse          | OV1-7                | Satellite scientifique                                              |
| 14 juillet 1966  | Voskhod 11A57       | Baïkonour         | Orbite basse          | Zenit-2 No. 42       | Satellite de reconnaissance                                         |
| 18 juillet 1966  | Atlas SLV-3 Agena D | Cape Canaveral    | Orbite basse          | Véhicule cible Agena | Véhicule cible utilisé pour la manœuvre de rendez-vous de Gemini 10 |
| 18 juillet 1966  | Titan II GLV        | Cape Canaveral    | Orbite basse          | Gemini X             | Programme spatial habité                                            |
| 20 juillet 1966  | Soyouz 11A510       | Baïkonour         | Orbite basse          | US-A                 | Satellite de reconnaissance radar                                   |
| 28 juillet 1966  | Voskhod 11A57       | Baïkonour         | Orbite basse          | Zenit-4 No. 21       | Satellite de reconnaissance                                         |
| 29 juillet 1966  | Titan IIIB          | Vandenberg        | Orbite héliosynchrone | KH-7                 | Satellite de reconnaissance optique                                 |

#### Août
| Date         | Lanceur               | Base de lancement | Type                  | Charge utile       | Notes                                                |
| 4 août 1966  | Scout B               | Vandenberg        | Orbite basse          | OV3-3              | Satellite expérimental                               |
| 8 août 1966  | Voskhod 11A57         | Baïkonour         | Orbite basse          | Zenit-4 No. 22     | Satellite de reconnaissance                          |
| 9 août 1966  | Thorad SLV-2G Agena D | Vandenberg        | Orbite basse          | Corona KH-4A-32    | Satellite de renseignement optique                   |
| 10 août 1966 | Atlas SLV-3 Agena D   | Cape Canaveral    | Orbite lunaire        | Lunar Orbiter I    | Sonde spatiale lunaire                               |
| 16 août 1966 | Atlas SLV-3 Agena D   | Vandenberg        | Orbite héliosynchrone | KH-7               | Satellite de reconnaissance optique                  |
| 16 août 1966 | Atlas SLV-3 Agena D   | Vandenberg        | Orbite basse          | P-11 2e génération | Satellite d'écoute électronique                      |
| 17 août 1966 | Delta E1              | Cape Canaveral    | Orbite héliocentrique | Pioneer 7          | Étude du vent solaire et de l'espace interplanétaire |
| 18 août 1966 | Scout A               | Vandenberg        | Orbite basse          | Transit-O          | Satellite de navigation                              |
| 19 août 1966 | Atlas SLV-3 Agena D   | Vandenberg        | Orbite polaire        | MIDAS-RTS          | Satellite d'alerte avancée                           |
| 24 août 1966 | Molnia M              | Baïkonour         | Orbite lunaire        | Luna 11            | Orbiteur lunaire du programme Luna                   |
| 25 août 1966 | Saturn I              | Cape Canaveral    | Vol suborbital        | AS-202             | Test du vaisseau Apollo                              |
| 26 août 1966 | Titan IIIC            | Cape Canaveral    | Orbite géosynchrone   | IDCSP x 8          | Satellites de télécommunications militaires Échec    |
| 27 août 1966 | Voskhod 11A57         | Baïkonour         | Orbite basse          | Zenit-4 No. 23     | Satellite de reconnaissance                          |

#### Septembre
| Date              | Lanceur             | Base de lancement | Type                  | Charge utile         | Notes                                                               |
| 12 septembre 1966 | Atlas SLV-3 Agena D | Cape Canaveral    | Orbite basse          | Véhicule cible Agena | Véhicule cible utilisé pour la manœuvre de rendez-vous de Gemini 11 |
| 12 septembre 1966 | Titan II GLV        | Cape Canaveral    | Orbite basse          | Gemini XI            | Programme spatial habité                                            |
| 16 septembre 1966 | Vostok 8A92         | Baïkonour         | Orbite basse          | Zenit-2 No. 40       | Satellite de reconnaissance Échec                                   |
| 16 septembre 1966 | Thor Burner 2       | Vandenberg        | Orbite héliosynchrone | DMSP 1416            | Satellite météorologique militaire                                  |
| 16 septembre 1966 | Atlas SLV-3 Agena D | Vandenberg        | Orbite héliosynchrone | KH-7                 | Satellite de reconnaissance optique                                 |
| 16 septembre 1966 | Atlas SLV-3 Agena D | Vandenberg        | Orbite basse          | P-11 2e génération   | Satellite d'écoute électronique                                     |
| 17 septembre 1966 |                     | Wallops Island    |                       |                      |                                                                     |
| 17 septembre 1966 | Tsiklon             | Baïkonour         | Orbite basse          | OGCh                 | Test bombe atomique orbitale                                        |
| 20 septembre 1966 | Atlas Centaur D     | Cape Canaveral    | Orbite héliocentrique | Surveyor 2           | Atterrisseur lunaire                                                |
| 20 septembre 1966 | Thor SLV-2A Agena D | Vandenberg        | Orbite basse          | Corona KH-4A-36      | Satellite de renseignement optique                                  |
| 26 septembre 1966 | Lambda 4S           | Uchinoura         | Orbite basse          | Ōsumi                | Première tentative de lancement du premier satellite japonais Échec |
| 28 septembre 1966 | Titan IIIB          | Vandenberg        | Orbite héliosynchrone | KH-7                 | Satellite de reconnaissance optique                                 |

#### Octobre
| Date            | Lanceur             | Base de lancement | Type                   | Charge utile                        | Notes                                                            |
| 2 octobre 1966  | Delta E             | Vandenberg        | Orbite héliosynchrone  | ESSA-3                              | Satellite météorologique                                         |
| 5 octobre 1966  | Atlas SLV-3 Agena D | Vandenberg        | Orbite polaire         | MIDAS-RTS                           | Satellite d'alerte avancée                                       |
| 12 octobre 1966 | Atlas SLV-3 Agena D | Vandenberg        | Orbite héliosynchrone  | KH-7                                | Satellite de reconnaissance optique                              |
| 14 octobre 1966 | Vostok 8A92         | Baïkonour         | Orbite basse           | Zenit-2 No. 33                      | Satellite de reconnaissance                                      |
| 20 octobre 1966 | Molnia              | Baïkonour         | Orbite de Molnia       | Molniya-1                           | Satellite de télécommunications                                  |
| 20 octobre 1966 | Voskhod 11A57       | Baïkonour         | Orbite basse           | Zenit-4 No. 24                      | Satellite de reconnaissance                                      |
| 22 octobre 1966 | Molnia M            | Baïkonour         | Orbite lunaire         | Luna 12                             | Orbiteur lunaire du programme Luna                               |
| 26 octobre 1966 | Atlas Centaur D     | Cape Canaveral    | Orbite basse           | Simulateur dynamique sonde Surveyor | Test comportement au lancement d'un modèle de satellite Surveyor |
| 26 octobre 1966 | Delta E1            | Cape Canaveral    | Orbite géostationnaire | Intelsat II F-1                     | Satellite de télécommunications                                  |
| 28 octobre 1966 | Scout B             | Vandenberg        | Orbite basse           | OV3-2                               | Satellite expérimental                                           |

#### Novembre
| Date             | Lanceur               | Base de lancement | Type                  | Charge utile                    | Notes                                                               |
| 2 novembre 1966  | Tsiklon               | Baïkonour         | Orbite basse          | OGCh                            | Test bombe atomique orbitale                                        |
| 2 novembre 1966  | Atlas SLV-3 Agena D   | Vandenberg        | Orbite héliosynchrone | KH-7                            | Satellite de reconnaissance optique                                 |
| 3 novembre       | Titan IIIC            | Cape Canaveral    | Orbite basse          | Maquette station MOL (OPS 0855) | Test maquette de la station spatiale militaire MOL                  |
| 3 novembre       | Titan IIIC            | Cape Canaveral    | Orbite basse          | OV1 x 3                         | Satellite scientifique                                              |
| 3 novembre       | Titan IIIC            | Cape Canaveral    | Orbite basse          | Vaisseau spatial Gemini n°2     | Test de Gemini B                                                    |
| 6 novembre 1966  | Atlas SLV-3 Agena D   | Cape Canaveral    | Orbite lunaire        | Lunar Orbiter 2                 | Sonde spatiale lunaire                                              |
| 8 novembre 1966  | Thorad SLV-2G Agena D | Vandenberg        | Orbite basse          | Corona KH-4A-38                 | Satellite de renseignement optique                                  |
| 11 novembre 1966 | Atlas SLV-3 Agena D   | Cape Canaveral    | Orbite basse          | Véhicule cible Agena            | Véhicule cible utilisé pour la manœuvre de rendez-vous de Gemini 12 |
| 11 novembre 1966 | Titan II GLV          | Cape Canaveral    | Orbite basse          | Gemini XII                      | Programme spatial habité                                            |
| 12 novembre 1966 | Voskhod 11A57         | Baïkonour         | Orbite basse          | Zenit-4 No. 25                  | Satellite de reconnaissance                                         |
| 16 novembre 1966 | Cosmos-3              | Baïkonour         | Orbite basse          | Strela-2 No. 1                  | Satellite de télécommunications Échec                               |
| 19 novembre 1966 | Vostok 8A92           | Baïkonour         | Orbite basse          | Zenit-2 No. 46                  | Satellite de reconnaissance                                         |
| 28 novembre 1966 | Soyouz 11A511         | Baïkonour         | Orbite basse          | Soyouz no 2                     | Test Soyouz                                                         |

#### Décembre
| Date             | Lanceur             | Base de lancement | Type                   | Charge utile   | Notes                                                              |
| 3 décembre 1966  | Voskhod 11A57       | Baïkonour         | Orbite basse           | Zenit-4 No. 26 | Satellite de reconnaissance                                        |
| 5 décembre 1966  | Atlas SLV-3 Agena D | Vandenberg        | Orbite héliosynchrone  | KH-7           | Satellite de reconnaissance optique                                |
| 7 décembre 1966  | Atlas SLV-3 Agena D | Cape Canaveral    | Orbite géostationnaire | ATS 1          | Satellite technologique                                            |
| 11 décembre 1966 | Atlas D             | Vandenberg        | Orbite basse           | OV1-9 et 10    | Satellites scientifiques                                           |
| 12 décembre 1966 | Cosmos-2            | Kapoustine Iar    | Orbite basse           | DS-U2-MP No. 1 | Astronomie, magnétosphère                                          |
| 14 décembre 1966 | Soyouz 11A511       | Baïkonour         | Orbite basse           | Cosmos 136     | Test du vaisseau Soyouz sans équipage Échec                        |
| 14 décembre 1966 | Titan IIIB          | Vandenberg        | Orbite héliosynchrone  | KH-7           | Satellite de reconnaissance optique                                |
| 14 décembre 1966 | Delta G             | Cape Canaveral    | Orbite basse           | Biosatellite-1 | Expériences biologiques avec retour sur Terre                      |
| 19 décembre 1966 | Vostok 8A92         | Baïkonour         | Orbite basse           | Zenit-2 No. 47 | Satellite de reconnaissance                                        |
| 20 décembre 1966 | Lambda 4S           | Uchinoura         | Orbite basse           | Ōsumi          | Seconde tentative de lancement du premier satellite japonais Échec |
| 21 décembre 1966 | Molnia M            | Baïkonour         | Orbite lunaire         | Luna 13        | Atterrisseur lunaire                                               |
| 21 décembre 1966 | Cosmos              | Kapoustine Iar    | Orbite basse           | DS-U2-D No. 1  | Astronomie, magnétosphère                                          |
| 21 décembre 1966 | Atlas SLV-3         | Vandenberg        |                        |                |                                                                    |
| 29 décembre 1966 | Thor SLV-2A Agena D | Vandenberg        | Orbite basse           | Heavy Ferret C | Satellite d'écoute électronique                                    |

## Vol orbitaux

### Par pays
| Pays             | Lancements | dont échecs partiels/totaux | Remarques |
| ---------------- | ---------- | --------------------------- | --------- |
| France           | 1          |                             |           |
| Japon            | 2          | 2                           |           |
| Union soviétique | 53         | 8                           |           |
| États-Unis       | 81         | 4                           |           |
|                  | 0          |                             |           |
| Total            | 137        | 14                          |           |

### Par lanceur
| Famille de lanceurs  | Pays             | Lancements | dont échecs partiels ou totaux | Remarques |
| -------------------- | ---------------- | ---------- | ------------------------------ | --------- |
| Atlas                | États-Unis       | 2          |                                |           |
| Atlas Agena          | États-Unis       | 25         | 1                              |           |
| Atlas Centaur        | États-Unis       | 4          |                                |           |
| Atlas D/E/F          | États-Unis       | 3          |                                |           |
| Cosmos -/M/2         | Union soviétique | 8          | 1                              |           |
| Cosmos 1/3/3M        | Union soviétique | 1          | 1                              |           |
| Diamant              | France           | 1          |                                |           |
| Lambda               | Japon            | 2          | 2                              |           |
| Molnia               | Union soviétique | 9          | 2                              |           |
| Proton               | Union soviétique | 2          | 1                              |           |
| Saturn I             | États-Unis       | 3          |                                |           |
| Scout                | États-Unis       | 9          |                                |           |
| Soyouz               | Union soviétique | 3          | 1                              |           |
| Thor                 | États-Unis       | 24         | 2                              |           |
| Titan C, D, E        | États-Unis       | 3          | 1                              |           |
| Titan II, IIIA, IIIB | États-Unis       | 8          |                                |           |
| Tsiklon              | Union soviétique | 4          |                                |           |
| Voskhod              | Union soviétique | 14         | 1                              |           |
| Vostok               | Union soviétique | 12         | 1                              |           |
| (vide)               |                  |            |                                |           |
| Total                |                  | 137        | 14                             |           |

### Par type d'orbite
| Orbite                 | Lancements | Succès | Échecs | Orbite atteinte involontairement | Remarques                                                                             |
| ---------------------- | ---------- | ------ | ------ | -------------------------------- | ------------------------------------------------------------------------------------- |
| Basse                  |            |        |        |                                  |                                                                                       |
| Moyenne                |            |        |        |                                  |                                                                                       |
| Haute                  |            |        |        |                                  | dont Molnia, orbite de transfert vers la Lune, orbite elliptique à forte excentricité |
| Géosynchrone/transfert |            |        |        |                                  |                                                                                       |
| Héliocentrique         |            |        |        |                                  | dont orbite de transfert interplanétaire                                              |

### Par site de lancement
| Pays             | Base de lancement | Nombre de lancements | Remarques |
| ---------------- | ----------------- | -------------------- | --------- |
| Japon            | Uchinoura         | 2                    |           |
| Union soviétique | Baïkonour         | 45                   |           |
| Union soviétique | Kapoustine Iar    | 8                    |           |
| États-Unis       | Cape Canaveral    | 33                   |           |
| États-Unis       | Vandenberg        | 46                   |           |
| États-Unis       | Wallops Island    | 2                    |           |
| France           | Hammaguir         | 1                    |           |
|                  | Total             | 137                  |           |

## Survols et contacts planétaires
| Date | Sonde spatiale | Événement | Remarque |
| ---- | -------------- | --------- | -------- |
|      |                |           |          |

### Sources
- (en) Jonathan McDowell, « Jonathan's Space Report », Jonathan's Space Page
- (en) Gunter Krebs, « Chronology of Space Launches », Gunter's Space Page